# Ankie Bagger

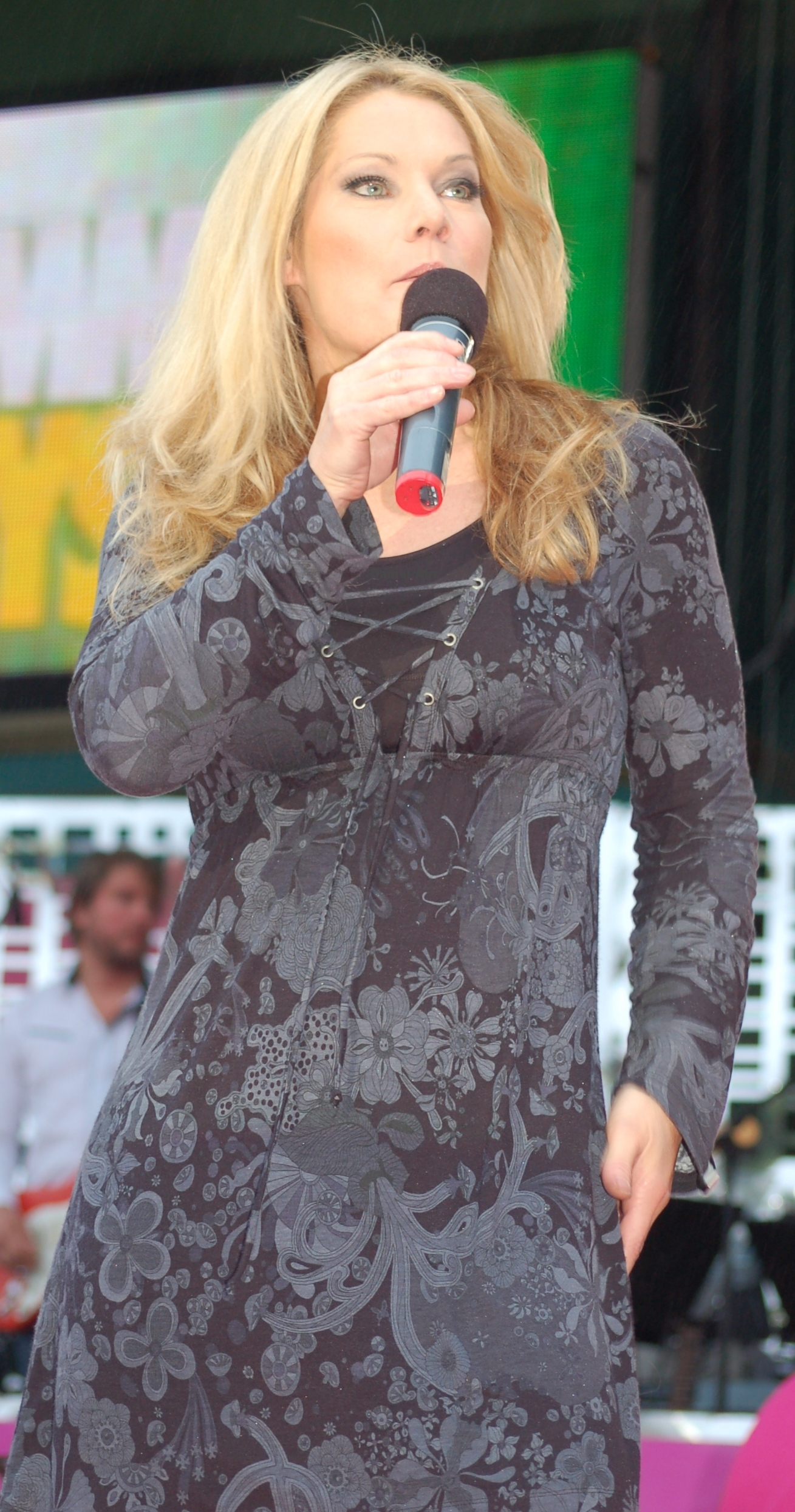
Ankie Bagger em 2008.

Ankie Bagger é uma cantora sueca nascida em 30 de setembro de 1964, famosa por cantar pop e disco.

## Discografia

### Álbuns
- Where Were You Last Night (1989)
- From The Heart (1993)
- Flashback  (1995)

### Singles
- "People Say It's in the Air]]" (1988)
- "I Was Made for Lovin' You" (1989)
- "Where Were You Last Night" (1989)
- "Love Really Hurts Without You" (1990)
- "Fire and Rain" (1990)
- "Happy, Happy Year for Us All" (With The Sylvesters) (1990)
- "If You're Alone Tonight" (1991)
- "Every Day Every Hour" (1992)
- "Bang Bang" (1993)
- "Where Is Love?" (1993)
- "The Way I Dream About You" (1993)